# فلسفه سیاسی
فلسفه سیاست مطالعه مسائلی همچون سیاست، دموکراسی، حقوق بشر، آزادی، عدالت، مالکیت، حقوق، قانون و شیوهٔ اجرایی کردن آن توسط قوای حاکم از منظر فلسفی است، در این مطالعه به پرسش‌هایی نظیر این که این مسائل چه هستند؟ چرا به آن‌ها نیاز داریم؟ چه چیزی به یک دولت مشروعیت می‌بخشد؟ چه حقوق و آزادی‌هایی باید پاس داشته شوند و چرا؟ عدالت چیست؟ چه شکلی باید برای حکومت اتخاذ شود و چرا؟ قانون چیست؟ و شهروندان چه وظایفی را در یک دولت مشروع برعهده دارند؟ (اگر به کل وظیفه‌ای داشته باشند) و در چه زمانی به گونه‌ای مشروع می‌توانند دولت را به زیر بکشند؟ به معنایی عام‌تر فلسفهٔ سیاست اشاره به یک دیدگاه کلی یا یک اخلاقیات مشخص دارد. هم‌چنین می‌توان از آن با عنوان یک عقیده یا رفتار سیاسی نیز یاد کرد که البته در عمل سیاست لزوماً از فلسفهٔ خویش پیروی نمی‌کند. در تقسیم‌بندی‌های آکادمیک، فلسفهٔ سیاسی بخشی از اندیشه سیاسی است.

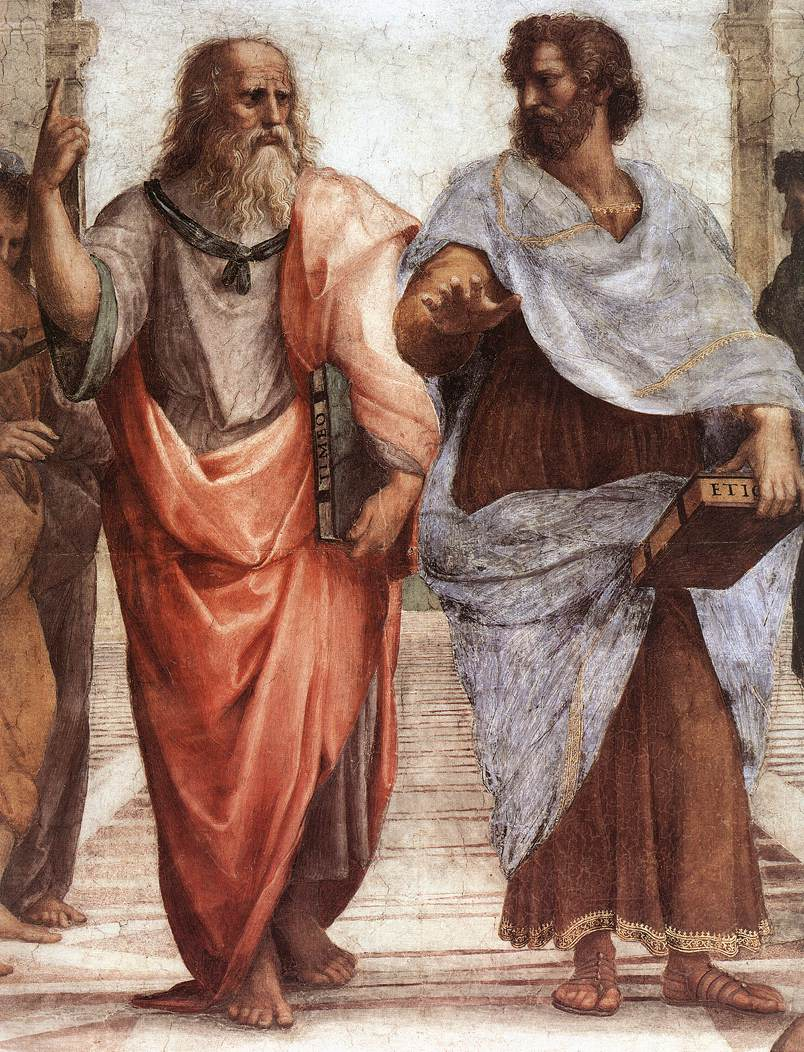
ارسطو و افلاطون در حال قدم زدن. دو تن از تأثیر گذارترین فلاسفه سیاسی. تابلوی مشهور به مکتب آتن

## تاریخچه

### باستان

#### چین باستان
فلسفه سیاست چینی بازمی‌گردد به دوره بهار و پاییز در این کشور، و به ویژه با عقاید کنفوسیوس در قرن ششم پیش از میلاد شناخته می‌شود. فلسفه سیاست چینی به عنوان عکس‌العمل و پاسخی به شکست و ضعف‌های سیاسی و اجتماعی این کشور در دوره بهار و پاییز و زمانه جنگ‌های داخلی، رشد و توسعه یافت. عمده‌ترین فلسفه‌های در این دوران کنفوسیانیسم، قانون گرایی، موهیسم، برابری گرایی و تائویسم بودند که هر یک به بعد خاصی از سیاست در مکتب فکری خود می‌پرداختند. فلاسفه‌ای نظیر کنفوسیوس، منسیوس و موزی بر روی اتحاد سیاسی و ثبات سیاسی به عنوان پایه‌هایی برای فلسفه‌هایشان متمرکز بودند. کنفوسیانیسم از دولتی سلسله مراتبی و شایسته سالار حمایت می‌کرد که بر پایه همدلی، وفاداری و روابط داخلی شکل گرفته‌است. قانون گرایی از یک دولت به شدت مقتدر حمایت می‌کرد که بر پایه مجازات‌ها و قوانینی سخت و بی‌رحمانه شکل گرفته‌است. موهیسم از یک دولت اشتراکی و تمرکز زدایی شده حمایت می‌کرد که بر پایه‌های صرفه جویی و ریاضت استوار شده‌است. برابری گرایان هم از ایده‌هایی اشتراکی آرمان گرایانه و برابری طلبانه حمایت می‌کردند. تائویسم نیز حامی آنارشیسم یا همان هرج و مرج گرایی بود. قانون گرایی فلسفه سیاسی چیره در زمان حکومت کین دیناستی بود ولی در دوره حکومت هان دیناستی جایش را با کنفوسیانیسم عوض کرد. پیش از این که چین کمونیسم را به عنوان نظام حاکم خود انتخاب کرده و اعمال کند، کنفوسیانیسم حکومتی، فلسفه سیاسی چیره در این کشور تا قرن بیستم باقی‌ماند.

#### یونان باستان
ریشه فلسفه سیاست در غرب به فلسفه یونان باستان بازمی‌گردد، جایی که فلسفه سیاست با کتاب جمهوری افلاطون در قرن چهارم پیش از میلاد شروع شد. یونان باستان توسط شهر-دولت‌هایی احاطه شده بود که هر یک از آن‌ها شکل خاص و مختلفی از سازمان سیاسی را در شهر خود اعمال می‌کردند. این اقسام حکومت‌ها توسط افلاطون به چهار گروه دسته‌بندی شد: تیموکراسی، استبداد، دموکراسی و اولیگارشی. یکی از مهم‌ترین کارهای کلاسیکی که در زمینه فلسفه سیاست انجام شده‌است، جمهوری افلاطون است، که توسط ارسطو در کتاب سیاست پیگیری و ادامه داده شد. فلسفه سیاسی رومی نیز به شدت از رواقیون تأثیر پذیرفته‌است که توسط فیلسوف و سخنران رومی، سیسرو کامل و مدون شد.

#### شبه قاره هند باستان و فلسفه هندو
فلسفه سیاست در هند باستان در متن مانوسمرتی هندو یا قوانین مانو و آرثاشاسترا چانکایا ریشه دارد. در آرثاشاسترا، چانکایا دیدگاه‌هایی را مطرح می‌کند که بعدها هم در اندیشه‌های قانون گرایان و هم در اندیشه‌های نیکولو ماکیاولی دیده می‌شوند.

### مسیحیت قرون وسطایی

#### سنت آگوستین
فلسفه مسیحیت مقدم آگوستین به شدت تحت تأثیر آرای افلاطون بود. اصلی‌ترین تغییری که اندیشه‌های مسیحی در آن وارد کردند معتدل کردن آرای رواقیون و نظریه عدالت رومیان، و تأکید بر نقش حکومت در اعمال عفو و بخشش به عنوان یک عمل اخلاقی بود. آگوستین هم چنین می‌گفت وقتی که یک فرد عضویی از جامعه یا شهر حاکم نباشد ولی شهروندی از جامعه خدا یا جامعه انسان باشد، حقوقش باید محترم شمرده شوند. کتاب شهر خدا نوشته آگوستین یکی از کارهای تأثیرگذاری است که تا مدت‌ها بر آرای اندیشمندان بعد از وی اثرگذار بوده‌است، حتی بعد از فروپاشی امپراتوری روم این ایده توسط متفکران بسیاری محترم شمرده شده و مورد بحث و تفسیر قرار می‌گرفت.

#### سنت توماس آکویناس
در فلسفه سیاست، آکویناس شخصی است که در مواجهه با انواع و اقسام قوانین به شدت دقیق و باریک بین است. بر طبق نظر آکویناس چهار نوع مختلف از قوانین وجود دارند:
1. قانون کیهانی خدا
2. قانون شرعی خدا
3. قانون طبیعی یا قواعد که به‌طور فراگیر قابل اعمال منطقی هستند
4. قانون انسانی یا قواعد مشخصی که تحت شرایط خاص قابل اعمال می‌باشند.[نیازمند منبع]

### دوران طلایی اسلامی

#### معتزله در مقابل اشاعره
ظهور اسلام که هم بر پایه قرآن و هم پیامبر آن، محمد، بود به شدت توازن قوا را در نواحی مدیترانه‌ای دربارهٔ منشأ قدرت تغییر داد. فلسفه مقدم اسلامی بر رابطه‌ای شدید میان دانش و دین تأکید داشت، و سازوکار اجتهاد برای یافتن حقیقت بر تمام فلسفه‌های سیاسی که در پی یافتن منشأ واقعی برای حکومت داری بودند، اثر گذاشت. این دیدگاه توسط فلاسفهٔ منطق‌گرای معتزله به چالش کشیده شد، که دیدگاه‌هایی بیشتر یونانی داشتند و منطق را بالای وحی و مکاشفه قرار می‌دادند و در دید دانشمندان امروز به عنوان اولین شک‌گرایان نظری اسلامی شناخته می‌شوند. این دسته از دانشمندان معتزلی توسط عده‌ای از اشراف که آزادی عمل و فعالیت را مستقل از خلافت می‌دانستند، مورد حمایت واقع شدند. با این وجود در اواخر دوران باستان، دیدگاه‌های سنت گرایان اشعری دربارهٔ اسلامی پیروزی را در کل از آن خود کرد و بر آرای معتزلیان فائق آمد. بر طبق آرای اشعریان، منطق باید تحت فرمان و مطابق با قرآن و سنت باشد.
فلسفه سیاسی اسلامی، در واقع ریشه در منابع اولیه اسلام دارد، مانند قرآن و سنت که حرف‌ها و اعمال محمد بود. با این وجود، در آرای غربی این حوزه، حوزه‌ای بود که توسط فلاسفه بزرگ مسلمان مورد توسعه و رشد قرار گرفت، فیلسوف‌هایی نظیر کندی، فارابی، ابن سینا، ابن باجه، ابن رشد و ابن خلدون. مفاهیم سیاسی اسلام مانند قدرت، سلطان، امت، تعهد و حتی هسته‌های مرکزی قرآن مانند عبادت، دین، رب و الله ریشه‌های تحلیل‌های این دسته از اندیشمندان را در بر می‌گیرد. از این رو نه تنها آرای فلاسفه سیاسی مسلمانان بلکه بسیاری دیگر از آرای قضات و علما از آرا و اندیشه‌هایی سیاسی تشکیل شده‌اند. برای مثال، ایده‌های خوارج در اوایل تاریخ اسلام دربارهٔ خلافت و امت و آرای اسلام شیعی دربارهٔ مفهوم امامت، همه و همه به عنوان مستنداتی برای اندیشه‌های سیاسی در این دوران در نظر گرفته می‌شوند. درگیری‌های میان اهل سنت و شیعه‌ها در قرون هفتم و هشتم میلادی نیز ریشه‌هایی واقعی در ویژگی‌های سیاسی و به دست آوردن قدرت دارد.

#### ابن خلدون
در قرن چهاردهم میلادی یکی از فلاسفه عرب با نام ابن خلدون به عنوان یکی از بزرگ‌ترین نظریه پردازان علم سیاست در نظر گرفته می‌شود. فیلسوف و مردم‌شناس بریتانیایی، ارنست گلنر تعریف ابن خلدون از دولت که می‌گفت؛نهادی است که از بی عدالتی جلوگیری می‌کند و خود نیز به چنین اعمالی دست نمی‌زند، را به عنوان بهترین تعریف این نهاد در تاریخ نظریه‌های سیاسی در نظر می‌گیرد. در نظر ابن خلدون، دولت باید محدود و حداقلی باشد و آن را به عنوان یک شر لازم می‌بیند که از وقوع ظلم بر انسان توسط انسان‌های دیگر جلوگیری می‌کند.

### اروپای قرون وسطا
فلسفه سیاست در قرون وسطا در اروپا به شدت تحت تأثیر آرای مسیحیان بود. این فلسفه با آرای معتزلیان مسلمان نقاط اشتراک بیشتری داشت تا با آرای کاتولیک رومی که فلسفه را به انقیاد الهایت درمی‌آوردند و منطق را در راستای وحی و مکاشفه معتبر می‌شناختند و از این بابت شبیه اشاعره مسلمان بودند که منطق را تحت فرمان ایمان می‌دانستند. این مکتب فکری فلسفه ارسطو را با ایده‌های مسیحی سنت آگوستین مخلوط کرد و بر هماهنگی احتمالی میان منطق و وحی تأکید داشت. احتمالاً تأثیرگذارترین فیلسوف سیاسی در اروپای قرون وسطا، توماس آکویناس بوده‌است که به معرفی دوباره کارهای ارسطو یاری بسیاری رساند، کارهایی که از طریق اسپانیای مسلمان به همراه تفسیرهای ابن رشد به اروپای کاتولیک راه پیدا کرده بودند. استفاده و تفسیرهای آکویناس از کارهای ارسطو به عنوان منطق چیره در تمام این دوره باقی‌ماند و حتی تا زمان رنسانس نیز ادامه پیدا کرد.
فلاسفه سیاست در قرون وسطا همچون آکویناس این ایده را گسترش دادند که شاهی که مستبد است شاه نیست و باید به زیر کشیده شود.
مگنا کارتا (یا منشور کبیر) توسط بسیاری از دانشمندان انگلیسی-امریکایی به عنوان سنگ بنای آزادی سیاسی دیده می‌شود که به صراحت حقوق مختلفی را برای شهروندان قائل می‌شود و جلوی تعقیب غیرقانونی آن‌ها را می‌گیرد. دیگر اسنادی که شبیه مگنا کارتا هستند در دیگر کشورهای اروپای قرون وسطا یافت شده‌اند، کشورهایی نظیر اسپانیا و مجارستان.

### رنسانس اروپایی
در دوره رنسانس فلسفه سیاسی سکولار بعد از حدود یک قرن سیطره اندیشه‌های سیاسی الهی در اروپا شروع به ظهور کرد. در حالی که در قرون وسطا نیز اندیشمندان سکولار تحت امپراتوری مقدس روم مشغول فعالیت بودند ولی رشته آکادمیک این فلسفه هم چنان تحت سیطره اندیشه‌های مسیحی بود و طبیعتی مسیحی داشت.

#### نیکولو ماکیاولی
یکی از تأثیرگذارترین کارها در زمان جوانه زدن رنسانس، کتاب ماکیاولی با نام شهریار بود که در سال‌های ۱۵۱۱–۱۵۱۲ به رشته تحریر درآمد و در سال ۱۵۳۲، بعد از مرگ ماکیاولی منتشر شد. این کتاب مانند کتاب مباحثات، به تحلیل دقیق دوره کلاسیک پرداخته و تأثیر زیادی را بر اندیشه‌های مدرن سیاست در غرب داشته‌است. گرچه این کتاب برای یکی از خانواده‌هایی نوشته شده‌بود که ماکیاولی را در تبعید نگاه داشته بودند و هدف از نگاشته شدنش این بود تا شاید ایشان وی را از بند تبعید رها کنند، اما باز هم ماکیاولی حامی جمهوری فلورانس بود تا این که بخواهد از اولیگارشی خانوادهٔ مدیکی حمایت کند. ماکیاولی در این کتاب رویکردی عمل‌گرایانه را تشریح کرده بود و معتقد بود باید در سیاست به حدی نتیجه‌گرا بود، به زعم وی سیاست جایی بود که نهایتاً خیر و شر به یک سرانجام می‌رسیدند و برای نمونه، به یک حکومت امن و قدرتمند منجر می‌شدند. توماس هابز که برای نظریه قرارداد اجتماعی خویش به خوبی شناخته شده‌است، در پی گسترش این ایده در اوایل قرن هفدهم در دوره رنسانس انگلیسی بود. گرچه هیچ‌کدام؛ ماکیاولی یا هابز به قدرت الهی پادشاهان معتقد نبودند، ولی هر دو به طبیعت خودخواه انسان‌ها اعتقاد داشتند. لزوماً این عقیده بود که منجر شد ایشان یک قدرت مرکزی قوی را در اندیشه‌های خود در نظر بگیرند به عنوان تنها وسیله‌ای که باعث جلوگیری از به هم ریختن نظم اجتماعی می‌شود.

#### جان لاک
جان لاک مثال بارز اندیشمندان این دوره است به گونه‌ای که آرای این عصر را در کتابش دو رساله درباب دولت می‌توان دید. در این کتاب لاک حکومتی طبیعی را پیشنهاد می‌دهد که مستقیماً در راستای نظرات وی است که چگونه توسعه سیاسی اتفاق می‌افتد و چگونه می‌تواند از طریق تعهد قراردادی یافت شود. لاک در مقابل سر رابرت فیلمر می‌ایستد تا با نظریه پدرسالارنه وی مبنی بر نظریه سیاسی طبیعی و نظام طبیعی است و دربارهٔ نظام‌هایی است که در آن زمان موجود بوده‌اند، مخالفت کند. نظریه حق‌الهی پادشاهان –که مورد نظر و بحث اندیشمندان پیش از وی، از جمله فیلمر بود- با برخوردی که لاک با آن می‌کند به یک فانتزی تبدیل می‌شود و به گونه‌ای مسخره‌آمیز جلوه می‌کند. برخلاف ماکیاولی و هابز و مانند آکویناس، لاک این نظر ارسطو که انسان ذاتاً در پی خوشبختی و شادی است و این را در یک موقعیت اجتماعی به مثابه یک حیوان اجتماعی به دست می‌آورد را می‌پذیرد. بر خلاف نظریه چیره آکویناس دربارهٔ رهایی روح انسان از گناه اصلی، لاک معتقد بود که انسان به مانند لوحی سفید در این دنیا پا می‌گذارد. در نظر لاک دانش نه ذاتی و مادرزاد و آشکار است و نه بر پایه قدرت و اقتدار است بلکه موضوع عدم قطعیت و بر پایه منطق، شکیبایی و اعتدال است. بر طبق نظر لاک یک حاکم مطلق که توسط هابز پیشنهاد داده شده بود، در قانون طبیعی که بر پایه منطق و جستجوی صلح و آرامش برای نجات انسان است، غیرلازم است.

تابلویی از موزه لوور کشیده شده به سال ۱۸۳۰ با نام فرانسوی آزادی مردم را هدایت می‌کند. نمادی از دوره روشنگری در اروپا

### دوره روشنگری در اروپا
در دوره روشنگری، اندیشه‌های جدید پیرامون انسان دربارهٔ تعریف واقعیت و روشی بود که جریان داشت، به همراه کشف دیگر جوامع و مناطق در قاره آمریکا و تغییری که برای جوامع سیاسی مورد نیاز بود (به ویژه در پرتو جنگ‌های داخلی انگلستان و انقلاب آمریکا و انقلاب فرانسوی) منجر به مطرح شدن سوال‌هایی جدید توسط متفکرانی چون ژان ژاک روسو، مونتسکیو و جان لاک شد.
این نظریه پردازان دو سؤال اساسی را مطرح کردند: یک، مردم توسط چه حق یا نیازی حکومت را تشکیل می‌دهند؛ و دو، بهترین شیوه برای یک حکومت چه می‌تواند باشد. این سوالات بنیادین تمایزی اساسی را میان مفاهیم دولت و حکومت برقرار می‌سازند. پس تصمیم بر این شد که حکومت به دسته‌ای از نهادها اطلاق شود که از طریق آن‌ها قدرت توزیع شده و استفاده از آن توجیه می‌شود. واژه دولت نیز به گروه مشخصی از مردم اشاره دارد که نهادهای حکومت را در دست می‌گیرند و ایجادکننده قوانین و مقرراتی هستند که تمام مردم، من‌جمله خودشان، را محدود و ملزم به پیروی می‌کند. این تمایز مفهومی به علم سیاست نیز راه می‌یابد، گرچه بعضی از دانشمندان علم سیاست، فلاسفه، تاریخ دانان و انسان شناسان فرهنگی بحث کرده‌اند که بیشتر اقدامات سیاسی در هر جامعه‌ای خارج از فضای حکومت اتفاق می‌افتد و جوامعی نیز وجود دارند که به عنوان حکومت سازمان دهی نشده‌اند و نمی‌توان آن‌ها را داخل در چنین تعاریف سیاسی ای دانست. تا زمانی که مفهوم نظم طبیعی معرفی نشده بود، علوم اجتماعی نمی‌توانست مستقل از دیگر نظریه پردازان اعلام ماهیت کند. از زمان انقلاب فرهنگی در قرن هفدهم انگلستان که به فرانسه و باقی اروپا نیز شیوع پیدا کرد، جامعه به عنوان موضوع قوانین طبیعی وابسته به دنیای مادی در نظر گرفته شد.
ارتباطات سیاسی و اقتصادی به شدت تحت تأثیر چنین نظریه‌هایی قرار گرفت و باعث به وجود آمدن مفاهیمی چون اصناف، بازار و تجارت آزاد شد. هم چنین در این دوره سیطره کاتولیک‌های رومی توسط مکتب در حال رشد پروتستان و کلیسای آن به شدت و کرات مورد مناقشه و چالش قرار گرفت و این مکتب در تمام حکومت ملت‌های آن زمان که تا بدان موقع تحت سیطره کلیسای کاتولیک بودند، مورد تبلیغ و نشر قرار گرفت، که البته با برخورد شدید و غضبناک کلیسای کاتولیک هم در بیشتر موراد مواجه شد. به هر رو در دوره روشنگری نوک تیز پیکان حمله‌ها به سمت مذهب و به ویژه مسیحیت بود. انتشار دائرةالمعارف دیدرو و دالامبر در این دوره یک دستاورد بزرگ برای روشنفکران در نظر گرفته می‌شود. بیشتر انتقادها به کلیسا در فرانسه در این زمان توسط فرانسیس ولتر که شخصیتی بود که روشنگری را در فرانسه نمایندگی می‌کرد، انجام می‌شد. بعد از ولتر مذهب دیگر هیچ‌گاه مانند آن چیزی که پیش از آن در فرانسه بود، نشد.
در امپراتوری عثمانی چنین اصلاحات اندیشه‌ای تا مدت‌ها بعد تر رخ نداد و چنین اندیشه‌هایی وارد خرد جمعی مردم این امپراتوری نشد. هم چنین این اندیشه‌ها و نظریات وارد اندیشه‌های اقوام بومی دنیای جدید –قاره امریکا- نیز نشد و تمدن‌های این سرزمین از جمله آزتک، مایا، اینکا، موهیکان، دلاوار، هورون و به ویژه ایرکوییز‌ها هم چنان بر نسق سابق خویش باقی‌ماندند. در این میان به ویژه فلسفه ایرکوییزها موارد زیادی را وارد اندیشه‌های مسیحی در آن زمان کرد و در واقع در موارد بسیاری بر بعضی از نهادهایی که در نظام ایالات متحده بر گرفته شدند، تأثیر گذاشت؛ برای مثال، بنجامین فرانکلین به شدت از بعضی از روش‌های کنفدراسیونی ایرکوییزها تمجید می‌کرد، و بسیاری از ادبیات آمریکایی در اوایل بر فلسفه سیاسی بومیان تأکید داشتند.

### صنعتی‌سازی و دوران جدید
مطرح‌ترین اندیشه‌های قرن بیستم، لیبرالیسم، فاشیسم و مارکسیسم بودند. مارکسیسم در این میان به واسطه انتقادهای کارل مارکس از سرمایه داری پدید آمد و توسط فردریش انگلس توسعه یافت. انقلاب صنعتی باعث وقوع انقلابی در زمینه اندیشه سیاسی شد. در این دوره شهرنشینی و سرمایه‌داری شکل جوامع بشری را به کل تغییر داده بودند. در این دوره جنبش‌های سوسیالیستی شروع به شکل‌گیری کردند و در اواسط قرن نوزدهم مارکسیسم توسعه یافت و سوسیالیسم توانست مقداری از حمایت‌های مردمی را به دست آورد که البته بیشتر طرفداران آن طبقه کارگران بودند. اصولی که مارکس در اندیشه‌های خود ترسیم کرده بود در قرن بیستم توسط افرادی چون ولادیمیر لنین، مائو زدونگ، هو شی مین و فیدل کاسترو به کار بسته شد. گرچه می‌توان گفت که فلسفه تاریخ هگل شبیه به فلسفه تاریخ کانت بود و نظریه انقلابی مارکس بر پایه دیدگاه کانت از تاریخ بود ولی برخلاف مارکس که به مادی گرایی تاریخی معتقد بود هگل به پدیدارشناسی روح معتقد بود. با ادامه این اوضاع در اواخر قرن نوزدهم سوسیالیسم و اتحادیه‌های تجاری پای ثابت فضای سیاسی بودند. به علاوه، شاخه‌های متعدد آنارشیسم با متفکران نظیر میخائیل باکونین، پیر ژوزف پرودون و پیتر کروپوتکین و اصناف گرایی نیز پا به عرصه وجود گذاشتند. در دنیای انگلو آمریکایی در فاصله زمان قرن‌های نوزدهم تا بیستم نظریات ضد امپریالیستی از سویی و پلورالیستی از سوی دیگر نیز وارد ادبیات و فضای سیاسی شدند.
جنگ جهانی اول نقطه عطفی در تاریخ بشریت بود. انقلاب ۱۹۱۷ روسیه (و دیگر انقلاب‌های مشابه کم و بیش موفق در اروپا) باعث پدیدآیی کمونیسم شدند و در منطقه روسیه به ویژه باعث پیدایش لنینیسم شدند، و در مقیاسی کوچک‌تر نیز لوکزامبورگیسم پا به عرصه وجود گذاشت. در همین زمان احزاب سوسیال دموکرات برای اولین بار توانستند برنده انتخابات‌ها باشند و دولت‌هایی را تشکیل دهند. با این وجود گروهی از اقتصاددانان اروپای مرکزی که توسط اعضای مکتب اتریش از جمله لودویگ فون میزس و فردریش هایک، هدایت می‌شدند، ایده‌هایی جدید را در مقابله با اندیشه کمونیسم مطرح کردند و با تعاریف و مطالعات دقیق بسیار کمونیسم و سوسیالیسم را نمونه‌هایی جدید از دیکتاتوری و تمامیت‌خواهی معرفی کردند.

## فلسفه سیاسی معاصر
بعد از پایان جنگ جهانی دوم تا سال ۱۹۷۱، وقتی جان راولز کتاب نظریه عدالت خویش را منتشر کرد، فلسفه سیاسی در دنیای دانشگاهی انگلو آمریکایی مورد شک قرار گرفت که تمام مباحث تحلیلی آن را نباید حول محور قضاوت‌های معمولی و مفاهیم شناختی دانست. در نتیجه علم سیاست شروع به استفاده از روش‌های آماری و شیوه‌های رفتارگرایانه کرد. در طرف دیگر، در اروپای قاره‌ای دهه‌های بعد از جنگ شاهد شکوفایی عظیم فلسفه سیاسی بود. اندیشمندان مطرح این دوره در اروپا، ژان پل سارتر و لوئیس آلتوسر بودند. هم چنین یکی از وقایع مطرح این دوره وقوع انقلاب می ۱۹۶۸ در فرانسه بود که علاقه را به رفتارهای انقلابی به ویژه در میان چپ‌های جدید افزایش داد. در این دوره بسیاری از اندیشمندان مطرح اروپایی از اروپا به انگلستان و آمریکا مهاجرت کردند از جمله، هانا آرنت، کارل پوپر، فردریش هایک، لئو اشتراوس، آیزایا برلین، اریک وئگلین و جودیث شاکلار که همه و همه میل به ادامه مطالعات شان در زمینه علم و فلسفه سیاست در فضای امریکایی-انگلیسی داشتند و نمی‌خواستند در فضای کمونیستی آن زمان اروپا باقی بمانند و توانستند با مهاجرت خویش به آمریکا و انگلیس شاگردان مطرح و موفقی را تربیت کرده و به دنیا معرفی کنند.
هم چنین مواردی چون استعمارگری و نژادپرستی موضوعات مهمی بودند که در این دوره ظهور کردند. به‌طور کلی یک رویه شاخص به سمت رویکرد عمل گرایانه در رویارویی را موضوعات سیاسی نسبت به رویکرد فلسفی در مواجهه با آن‌ها وجود داشت. بیشتر مناظرات و مباحث دانشگاهی حول محور یک یا هر دوی این موضوعات عملگرایانه بود: چگونه و تحت چه شرایطی باید فایده گرایی را در رویارویی با مشکلات سیاست‌گذاری اعمال کرد و چگونه و تحت چه شرایطی باید مدل‌های اقتصادی را (هم چون نظریه انتخاب منطقی) در اقتصاد پیاده کرد.
از دیگر مواردی که در این دوره رشد و ظهور یافتند فمینیسم و جنبش‌های اجتماعی همجنس گرایان بود، به همراه پایان یافتن حکومت‌های استعماری و لغو مجزا کردن اقلیت‌هایی نظیر سیاهپوستان آمریکایی و اقلیت‌های جنسی از حضور در سیاست. در این دوره هم چنین اندیشه‌های فمینیستی، پسا استعماری و چند فرهنگی اهمیت قابل توجهی یافتند. این تغییرات منجر به به چالش کشیده شدن قرارداد اجتماعی توسط فیلسوفی به نام چارلز دبلیو میلز در کتابش، قرارداد نژادی و هم چنین کتاب قرارداد جنسی نوشته کارول پیتمن شد که می‌گفتند قرارداد اجتماعی باعث منحصر کردن افراد رنگین‌پوست و زنان از حضور در عرصه اجتماع و سیاست می‌شده‌است.
در فلسفه سیاسی محیط‌های دانشگاهی انگلو آمریکایی، انتشار کتاب جان راولز با نام نظریه عدالت در سال ۱۹۷۱ به عنوان نقطه عطفی در نظر گرفته می‌شود. راولز در این کتاب از آزمایش اندیشه‌ها و موقعیت اصلی صحبت می‌کند که در آن احزاب نماینده اصول عدالت را برای برپایی پایه‌های جامعه از پس پرده جهل انتخاب می‌کنند. راولز همچنین نقدی بر رویکرد فایده گرایانه را در این کتاب ارائه می‌کند و از عدالت سیاسی پرسش می‌کند. رابرت نوزیک در کتاب آنارشی، حکومت و آرمانشهر که در سال ۱۹۷۴ منتشر شد و برنده جایزه ملی کتاب شد، به راولز از دیدگاهی لیبرتارینی پاسخ می‌دهد و به خاطر پاسخ‌های خویش در این کتاب صاحب جایزه دانشگاهی برای دیدگاه‌های لیبرتارینی خود می‌شود.
همزمان با رشد اندیشه‌های تحلیلی در فضای فکری انگلو امریکاییی، در اروپا نیز مکاتب جدید فلسفی پایه‌گذاری شدند و شروع به انتقاد از وضعیت موجود جوامع آن زمان اروپا در میان سال‌های ۱۹۵۰ تا ۱۹۸۰ کردند. بیشتر این مکاتب المان‌هایی را از تحلیل‌های اقتصادی مارکسیستی گرفته و آن‌ها را با تاکیدهای بیشتر فرهنگی و نظری همراه کردند. یکی از شاخص‌ترین این مکاتب، مکتب فرانکفورت بود که اندیشمندانی نظیر هربرت مارکوزه، تئودور آدورنو، ماکس هورکهایمر و یورگن هابرماس را داشت و سعی در تلفیق دیدگاه‌های مارکسیستی و فرویدی داشتند. جدا از این اندیشمندان در سراسر اروپا اندیشمندان دیگری نیز بودند که از بازگشت به هگل دم می‌زدند و پیرو و بانیان مکتب ساختارگرایی بودند، متفکرانی نظیر ژیل دلوز، میشل فوکو، کلود لیفورت و ژان بودریار.
اندیشمند دیگر که اندیشه‌ای مهم در این دوره از خود ارائه کرد، چارلز بلتبرگ بود که میان چهار فلسفه سیاسی معاصر تمایز قائل شد: بی‌طرفی‌گرایی، پست‌مدرنیسم، پلورالیسم و میهن‌پرستی.
در این زمان رابطه‌ای مفید میان اندیشمندان فلسفه سیاسی و نظریه پردازان روابط بین‌الملل وجود داشت. ظهور جهانی سازی ایجادکننده نیاز برای یک چهارچوب معمول بین‌المللی بود و نظریه‌های سیاسی پا به عرصه گذاشتند تا خلأ موجود را پر کنند.
یکی از اصلی‌ترین موضوعات در فلسفه معاصر سیاسی، نظریه دموکراسی مشورتی است. کار اولیه توسط یورگن هابرماس در آلمان پایه‌ریزی شد ولی حجم عمده ادبیات حول محور این موضوع به زبان انگلیسی تهیه شد و توسط نظریه پردازانی چون جین مانسبریدج، جاشوآ کوهن، امی گوتمان و دنیس تامپسون پی گرفته شد.

### فلسفه سیاست در تحصیلات مدرن
مطالعه نظریه سیاست یک شاخه رایج در دانشکده‌های علم سیاست در دانشگاه‌های آمریکایی است. با این وجود مهم است که جایگاه دقیق آن را در محیط مورد مطالعه بشناسیم. برای این که به‌طور اختصار خلاصه‌ای از آرای نظریه پردازان علم سیاست را بشناسیم باید توجه داشته باشیم که این آشنایی لزوماً به معنی آشنایی با علم سیاست نیست. این مسئله نشان می‌دهد که حوزه اندیشه و فلسفه در علم سیاست حوزه‌ای کاملاً متمایز و متفاوت از خود این علم است.

## فلاسفه تأثیرگذار علم سیاست
برای معرفی آرا و اندیشمندان علم سیاست فهرست بسیار طویل تری مورد نیاز است اما فهرستی که در زیر می‌بینید، فهرستی از مهم‌ترین نظریه پردازان و صاحب نظران این علم است، در این فهرست سعی شده‌است که عمده توجه بر آن دسته از متفکرانی باشد که بیش از سایرین بر فلسفه سیاست تمرکز داشته‌اند و کما بیش صاحب و راه‌انداز یک مکتب فکری به‌شمار می‌آیند.
- ارسطو: وی نویسنده کتاب سیاست است و در این کتاب سعی کرده نظام اخلاقی مطلوب خویش برای سیاست را تبیین کند. این اندیشمند به خاطر نظریه‌اش دربارهٔ انسان‌ها که حیواناتی اجتماعی هستند، قابل توجه است و این که شهرها برای این به وجود آمده‌اند که شرایط زندگی مناسب و خوب را برای این دسته از حیوانات فراهم کنند. نظریه سیاسی وی بر پایه اخلاقیات و نظام ایدئال گرایی تدوین شده‌اند.
- توماس آکویناس: وی متفکری بود که سعی در هماهنگ کردن الاهیات مسیحی با عمل گرایی ارسطوییان داشت. آکویناس معتقد بود که هدیه خدا به انسان منطق برتر است، و این منطق باید پایه‌گذار قوانین انسانی و عقلانی باشد که نشات گرفته از قوانین الاهی خواهند بود، اگر قوانین به این شکل تدوین شوند پایه‌گذار یک دولت به حق و خوب خواهند بود.
- میخائیل باکونین: بعد از پیر جوزف پرودهون، باکونین تبدیل به مهم‌ترین اندیشمند آنارشیسم شد. گونه آنارشیسم منحصربه‌فرد وی آنارشیسم اشتراکی خوانده می‌شود.
- جرمی بنتام: وی اولین متفکری بود که که عدالت اجتماعی را با در نظر داشتن بیشینه کردن منفعت افراد، تحلیل کرد؛ و می‌توان گفت وی پایه‌گذار مکتب فکری، اخلاقی، اجتماعی فایده گرایی بود.
- آیزایا برلین: وی توسعه دهنده تمایز میان آزادی مثبت و آزادی منفی بود.
- ادموند برک: عضو ایرلندی پارلمان بریتانیا که به خاطر توسعه اندیشه‌های محافظه کارانه معروف است. مشهورترین کتاب وی که در آن از انقلاب فرانسه حرف می‌زند، بازتاب‌های انقلاب فرانسه است. بروک یکی از بزرگ‌ترین حامیان انقلاب آمریکا بود.
- کنفوسیوس: اولین متفکری که اخلاقیات را به نظم سیاسی مرتبط کرد.
- ویلیام ای کانلی: وی به معرفی فلسفه پست مدرن در زمینه نظریه‌های سیاست کمک شایانی کرد، و مروج نظریه‌های پلورالیسم (کثرت‌گرایی) و دموکراسی مجادله‌ای بود.
- جان دیوئی: یکی از بنیان‌گذاران عمل گرایی بود و دست به تحلیل اساسی نقش آموزش در برقراری یک حکومت دموکراتیک زد.
- هان فیزی: شخصیت اصلی مکتب قانون گرایی چین، حامی دولتی که قوانین را اجرا کرده و روش‌های دقیقی برای اداره کشور دارد.
- میشل فوکو: نقاد مفهوم مدرن قدرت بر پایه مجموعه‌های زندان و دیگر نهادهای مجازات؛ که انتقادهای وی بعد ترها بعد وسیع تری یافت و ثابت کرد که انقلاب‌ها بر پایه خواست یک طبقه مشخص انجام نمی‌پذیرند.
- آنتونیو گرامشی: متفکری که باعث شد مفهوم هژمونی معنایی تازه یابد. وی بحث می‌کرد که حکومت و طبقه حاکم از فرهنگ و ایدئولوژی استفاده می‌کنند تا رضایت طبقاتی که بر آن‌ها حکومت می‌کنند را به دست آورند.
- توماس هیل گرین: یک متفکر مدرن لیبرال و از اولین مدافعان آزادی مثبت.
- یورگن هابرماس: یک جامعه‌شناس معاصر و مروج دموکراسی. وی از پیشگامان ابداع مفاهیمی چون، فضای عمومی، اقدامات ارتباطی، و دموکراسی مستقیم بود. کارهای ابتدایی وی به شدت بر مکتب فرانکفورت تأثیر گذاشته‌اند.
- فردریش هایک: وی بحث می‌کرد که برنامه‌ریزی مرکزی ناکارآمد است به این خاطر که اعضای مرکزی حکومت درک کافی از شرایط گوناگون منطقه‌ای ندارند و نمی‌توانند برنامه مناسبی برای کار و بازار بریزند. هایک می‌گوید برنامه‌ریزی مرکزی اقتصادی گونه‌ای از سوسیالیسم است و منجر به پدیدآیی حکومتی می‌شود که قدرتی خطرناک خواهد داشت. وی از سرمایه‌داری بازار آزاد حمایت می‌کند که در آن نقش دولت برقراری حکومت قانون است تا اجازه دهد نظم خود به خودی پدید آید. فیلسوف و اقتصاددان اتریشی، از مدافعان لیبرالیسم کلاسیک و از منتقدان جان رولز است.
- هگل: تأکید بر تکرار تاریخ داشت و می‌گفت تاریخ یک سیر منطقی را طی می‌کند. این ایده بر متفکران بعد وی همچون مارکس، کیرکگارد، نیچه و اوکشات تأثیر بسیاری گذاشت.
- توماس هابز: وی بیش از همه چیز بر این موضوع متمرکز بود که قرارداد اجتماعی که توجیه‌کننده اقدامات حاکمان است، می‌تواند داخل در مفهوم حاکمیت تعبیر شود.
- دیوید هیوم: وی از منتقدین قرارداد اجتماعی جان لاک و سایرین بود که معتقد بودند زندگی انسان بر پایه یک قرارداد واقعی است. هیوم یک واقع گرا بود. وی هم چنین معرف مفهوم فایده بود که بعد ترها توسط جرمی بنتام مورد تفسیر و تفصیل قرار گرفت.
- توماس جفرسون: یک سیاستمدار و یک متفکر علم سیاست در دوره روشنگری آمریکا بود که فلسفه توماس پین را با تکیه بر جمهوری‌خواهی در ایالات متحده گسترش داد. وی بیش از همه به خاطر اعلامیه استقلال ایالات متحده معروف است.
- ایمانوئل کانت: وی می‌گفت که مشارکت در جامعه مدنی نه آن چنان‌که هابز می‌گفت به خاطر برآوردن منافع شخصی، بلکه به خاطر یک وظیفه اخلاقی است. وی اولین متفکر مدرن است که تمام و کمال به تحلیل ساختار و معنای تعهد و وظیفه دست زد. وی معتقد بود که نهادهای بین‌المللی برای برقراری صلح جهانی مورد نیاز هستند.
- پیتر کروپوتکین: یکی از متفکرین کلاسیک آنارشیست و مشهورترین نظریه‌پرداز آنارکوکمونیسم.
- جان لاک: مانند هابز وی به تشریح نظریه قرارداد اجتماعی بر پایه حقوق بنیادین شهروندان و قانون طبیعت دست زد. وی در اینجا با هابز تفاوت می‌یابد که معتقد است ارزش‌های اخلاقی در جامعه ماهیتی مستقل از قوای دولتی دارند و می‌گوید نقش و وظیفه دولت محدود به پاسداری از مالکیت خصوصی است. ایده‌های وی به شدت بر قانون اساسی ایالات متحده تأثیرگذار بوده‌اند.
- نیکولو ماکیاولی: وی اولین تحلیلگر نظام مند این بود که یک، چگونه رضایت مندی مردم نقش عمده‌ای در تشکیل یک دولت مطلوب خواهد داشت تا این که آن دولت بخواهد از راه طبیعی یا الهی به منصه ظهور برسد؛ دو، پیشگام در تعریف مفهوم ایدئولوژی در تعیین شناسایی ساختار دستورها و قوانین.
- جیمز مدیسون: سیاستمدار آمریکایی و یکی از همراهان جفرسون که به عنوان پدر قانون اساسی آمریکا و پدر اعلامیه حقوق ایالات متحده شناخته می‌شود. به عنوان یک نظریه‌پرداز سیاست وی به تفکیک قوا معتقد بود و پیشنهاد دهنده راه کارهایی برای جلوگیری از بروز استبداد اکثریت و حفظ آزادی‌های فردی بود.
- هربرت مارکوزه: وی پدر چپ جدید نامیده می‌شود. یکی از اصلی‌ترین متفکرین مکتب فرانکفورت که به خاطر تلاش‌هایش در زمینه نشر آرای فروید و مارکس مشهور است. وی معتقد بود که نظارت اجتماعی نه تنها از طریق کنترل مستقیم قابل تحقق است بلکه می‌توان آن را از طریق دست کاری امیال مردم نیز انجام داد. کتاب وی، اروس و تمدن به شدت بر متفکرین دهه ۱۹۶۰ و جنبش‌های اجتماعی آن دوره تأثیرگذار بود.
- کارل مارکس: وی به‌طور عمده نگاهی تاریخی را به جامعه، فرهنگ و اقتصاد بشری افزود. مارکس مبدع مفهومی از ایدئولوژی بود که (درست یا غلط) مقرر می‌داشت که اقدامات اجتماعی باید مورد نظارت و شکل‌دهی قرار بگیرند. وی دست به تحلیل ساختار طبقات اجتماع به عنوان ساز وکاری برای حکومت داری و مداخله‌های اجتماعی زد. ایدئولوژی که تحت تأثیر وی ایجاد شد، کمونیسم نام گرفت.
- منسیوس: یکی از مهم‌ترین متفکرین مکتب کنفوسیوسی، وی اولین متفکری است که بحثی عمیق را پیرامون فرمان برداری حاکمان از قوانین خویش ساخته، شکل می‌دهد.
- جان استوارت میل: یک فایده گرا و شخصی که این نظام با نام او شناخته می‌شود. وی بسیار فراتر از بنتام گام برداشت و در مخالفت با لیبرالیسم کلاسیک، کوشید تا هر چه بیشتر فایده گرایی را در لیبرالیسم مدرن جای دهد و آزادی فردی را در چهارچوب فایده گرایی تعریف و تبیین کرد.
- شارل دو مونستکیو: وی دست به تحلیل تعادل قوا در حکومت‌ها دست زد تا راهکاری باشد برای حفظ حقوق شهروندان.
- موزی: از بنیان‌گذاران اصلی مکتب موهیسم که طرفدار و حامی عاقبت گرایی بودند.
- رابرت نوزیک: وی حامی لیبرتارینیسم و از منتقدین جان راولز بود و با تمام گفته‌های پیش از خود در محدودسازی مالکیت شهروندان مخالفت می‌کرد.
- توماس پین: نویسنده دوران روشنگری که از لیبرال دموکراسی، انقلاب آمریکا، انقلاب فرانسه و حقوق مردم حمایت می‌کرد.
- افلاطون: به همراه استاد خویش، سقراط و شاگرد خویش، ارسطو به پایه‌ریزی فلسفه و دانش غربی کمک شایانی کرد.
- پیر جوزف پرودهون: معمولاً به عنوان پدر آنارشیسم مدرن شناخته می‌شود.
- آین رند: خالق فلسفه عینی گرایی.
- جان راولز: دانشگاه‌های انگلیسی آمریکایی تا مدت‌ها به شدت تحت تأثیر کتاب وی؛ نظریه عدالت بودند که در سال ۱۹۷۱ منتظر شد و از گونه‌ای متفاوت از نظریه قرارداد اجتماعی استفاده می‌کرد تا سوال‌های بنیادین دربارهٔ عدالت را پاسخ داده و فایده گرایی را نقد کند.
- ژان ژاک روسو: وی قرارداد اجتماعی را به عنوان گونه‌ای از ابراز خواست عمومی مردم تحلیل می‌کرد و تمام قامت طرفدار دموکراسی مطلق بود که مردم در مقیاسی بزرگ قادر به حکومت بر خود بودند.
- کارل اشمیت: نظریه‌پرداز آلمانی علم سیاست که با نازی‌ها پیوند محکمی دارد. وی کسی بود که مفهوم تمایز میان دوست و دشمن در کشورها را مطرح کرد. گرچه تأثیرگذارترین کتاب وی در دهه ۱۹۲۰ نگاشته شده‌است ولی وی به‌ طور مداوم تا زمان مرگش در ۱۹۸۵ به نوشتن ادامه داد. وی به شدت بر متفکرین قرن بیستم، چه متفکرین مکتب فرانکفورت و چه خارج از آن تأثیر گذاشته‌است، متفکرانی نظیر ژاک دریدا، هانا آرنت و جورجیو آگامبن.
- آدام اسمیت: معمولاً گفته می‌شود که وی پدر علم اقتصاد مدرن است؛ وی بروز منافع اقتصادی را از فعالیت‌های خود عناصر بازار توضیح می‌دهد و از آن با عنوان دست نامرئی یاد می‌کند. اسمیت هم چنین به مسئله تأثیر صنعتی شدن بر کار کارگران می‌پردازد و در این زمینه هم چهارچوب‌هایی اخلاقی ارائه می‌کند.
- سقراط: وی به خاطر خطابه‌هایش در میان آتنیان به عنوان پدر فلسفه سیاست غرب در نظر گرفته می‌شود؛ از آن جا که سقراط هیچ وقت چیزی بر روی کاغذ نیاورد، بیشتر چیزی که از وی و روش‌هایش می‌دانیم از طریق مشهورترین شاگردش افلاطون به ما رسیده‌است.
- باروخ اسپینوزا: وی اولین تحلیل‌ها را بر مفهوم خودخواهی منطقی ارائه کرد و در آن می‌گفت منافع منطقی فرد با منطق محض در تطابق هستند. در نظر اسپینوزا در جامعه‌ای که منطق راهنمای تمام افراد آن است، قدرت سیاسی چیزی زائد به نظر می‌رسد.
- ماکس اشتیرنر: یکی از مهم‌ترین اندیشمندان آنارشیسم و نماینده اصلی جریانی از آنارشیسم که در جریان است و به عنوان آنارشیسم فردگرایانه از آن یاد می‌شود.
- لئو اشتراوس: وی به شدت مدرنیته را پس می‌زد، بیشتر به این خاطر که وی باور داشت فلسفه سیاسی مدرن تمام تمرکز خود را بر منطق گذاشته در حالی که جای اخلاقیات و ارزش‌ها در این میان خالی است. وی می‌گفت به جای فلسفه سیاسی مدرن ما باید به دنبال اندیشمندان پیشا مدرن برویم تا بتوانیم جواب مسائل روز را از آن‌ها در یابیم. فلسفه وی بر شکل‌گیری نو محافظه کاری تأثیر عمده‌ای داشت و بسیاری از دانشجویان وی بعد ترها اعضای کابینه رئیس‌جمهور بوش شدند.
- هنری دیوید ثورو: یک متفکر آمریکایی تأثیرگذار که بر روی مسائل مهمی هم چون، صلح، آنارشیسم، حفاظت از محیط زیست و نافرمانی مدنی کار کرده‌است و بعد تر بر روی بسیاری از فعالان سیاسی مهم تأثیرگذار بوده‌است، فعالانی نظیر؛ مارتین لوتر کینگ، مهاتما گاندی و لئو تولستوی.
- ولتر: یک نویسنده، شاعر و فیلسوف فرانسوی دوره روشنگری که به خاطر حمایت‌هایش از آزادی‌های مدنی شامل آزادی مذهبی و آزادی تجارت، مشهور است.
- برنارد ویلیامز: یک فیلسوف اخلاقی بریتانیایی که به‌طور مداوم انتشاراتی در زمینه فلسفه سیاست داشته‌است. وی به همراه همکارهای خویش آثاری ارزشمند در زمینه واقع گرایی سیاسی دارد.

## مطالعه بیشتر
- عبدالحمید ابوالحمد، مبانی علم سیاست، تهران: انتشارات توس، چ۸، ۱۳۸۰.
- وی‍ل‍ی‍ام اب‍ن‍ش‍ت‍ای‍ن، ادوی‍ن ف‍اگ‍ل‍م‍ان، مکاتب س‍ی‍اس‍ی م‍ع‍اص‍ر (ن‍ق‍د و ب‍ررس‍ی ک‍م‍ون‍ی‍س‍م، ف‍اش‍ی‍س‍م، ک‍اپ‍ی‍ت‍ال‍ی‍س‍م و س‍وس‍ی‍ال‍ی‍س‍م)، ت‍رج‍م‍ه ح‍س‍ی‍ن‍ع‍ل‍ی ن‍وذری، ت‍ه‍ران: گ‍س‍ت‍ره، ۱۳۶۶.
- م‍ون‍ت‍ی پ‍ال‍م‍ر، لاری اش‍ت‍رن، چ‍ارل‍ز گ‍ای‍ل، ن‍گ‍رش‍ی ج‍دی‍د ب‍ه ع‍ل‍م س‍ی‍اس‍ت، ت‍رج‍م‍ه م‍ن‍وچ‍ه‍ر ش‍ج‍اع‍ی، ت‍ه‍ران: وزارت ام‍ور خ‍ارج‍ه، دف‍ت‍ر م‍طال‍ع‍ات س‍ی‍اس‍ی و ب‍ی‍ن‌ال‍م‍ل‍ل‍ی، ۱۳۶۷.
- درآمدی به فلسفه، عبدالحسین نقیب‌زاده، تهران، طهوری، ۱۳۸۶.